# Comuna Păuleni-Ciuc, Harghita
Păuleni-Ciuc (în maghiară: Csikpálfalva) este o comună în județul Harghita, Transilvania, România, formată din satele Delnița, Păuleni-Ciuc (reședința) și Șoimeni.

## Demografie
Componența etnică a comunei Păuleni-Ciuc
     Maghiari (91,49%)
     Români (1,07%)
     Alte etnii (0,44%)
     Necunoscută (7%)
Componența confesională a comunei Păuleni-Ciuc
     Romano-catolici (86,53%)
     Reformați (3,5%)
     Alte religii (2,53%)
     Necunoscută (7,44%)
Conform recensământului efectuat în 2021, populația comunei Păuleni-Ciuc se ridică la 2.057 de locuitori, în creștere față de recensământul anterior din 2011, când fuseseră înregistrați 1.831 de locuitori. Majoritatea locuitorilor sunt maghiari (91,49%), cu o minoritate de români (1,07%), iar pentru 7% nu se cunoaște apartenența etnică. Din punct de vedere confesional, majoritatea locuitorilor sunt romano-catolici (86,53%), cu o minoritate de reformați (3,5%), iar pentru 7,44% nu se cunoaște apartenența confesională.

## Politică și administrație
Comuna Păuleni-Ciuc este administrată de un primar și un consiliu local compus din 11 consilieri. Primarul, Csaba Ferencz[*], de la Uniunea Democrată Maghiară din România, este în funcție din 2008. Începând cu alegerile locale din 2024, consiliul local are următoarea componență pe partide politice:
|  | Partid                                 | Consilieri | Componența Consiliului | Componența Consiliului | Componența Consiliului | Componența Consiliului | Componența Consiliului | Componența Consiliului | Componența Consiliului | Componența Consiliului | Componența Consiliului |
|  | -------------------------------------- | ---------- | ---------------------- | ---------------------- | ---------------------- | ---------------------- | ---------------------- | ---------------------- | ---------------------- | ---------------------- | ---------------------- |
|  | Uniunea Democrată Maghiară din România | 9          |                        |                        |                        |                        |                        |                        |                        |                        |                        |
|  | Alianța Maghiară din Transilvania      | 2          |                        |                        |                        |                        |                        |                        |                        |                        |                        |

## Personalități născute aici
- Francisc Balla (1932 - 2023), luptător.